# 블레임 (2017년 영화)
《블레임》(Blame)은 미국에서 제작된 퀸 쉐퍼드 감독의 2017년 드라마 영화이다. 크리스 메시나 등이 주연으로 출연하였고 퀸 쉐퍼드 등이 제작에 참여하였다. 이 영화는 쉐퍼드 감독의 데뷔 장편 영화 작품이기도 하다.

## 출연

### 주연
- 크리스 메시나
- 트리스트 켈리 던
- 테이트 도노반
- 퀸 쉐퍼드

### 조연
- 사라 메자노트
- 제네바 카
- 테사 앨벗슨
- 마시아 드보니스
- 오웬 캠벨
- 나디아 알렉산더
- 래리 밋첼
- 앨리 넬슨